# Thoriosa spinivulva
Thoriosa spinivulva är en spindelart som först beskrevs av Simon 1910.  Thoriosa spinivulva ingår i släktet Thoriosa och familjen Ctenidae.
Artens utbredningsområde är São Tomé. Inga underarter finns listade i Catalogue of Life.